# R'Bonney Gabriel
R'Bonney Nola Gabriel (født 20. marts 1994 i Houston) er en amerikansk model og skønhedsdronning, vinder af Miss Universe 2022-konkurrencen. Tidligere var hun vinderen af Miss USA 2022-konkurrencen, der blev afholdt i Reno, Nevada.

## Biografi
Gabriel blev født i Houston, Texas af en filippinsk far, Remigio Bonzon "R. Bon" Gabriel, og en amerikansk mor, Dana Walker. Hun har tre ældre brødre. Hendes far er født i Filippinerne og kommer oprindeligt fra Manila. Han immigrerede til staten Washington i en alder af 25 og fortsatte med sin doktorgrad i psykologi ved University of Southern California. Hendes mor er fra Beaumont, Texas.
Gabriel er uddannet fra University of North Texas med en bachelorgrad i modedesign med en bifag i fibre. Hun arbejder nu som designer, der skaber miljøvenligt tøj, og som model.